# Hana Vrbová
Hana Vrbová (13. února 1929, Praha – 20. května 1995, tamtéž) byla česká spisovatelka, redaktorka a překladatelka (především z ruštiny, ale i z dalších jazyků), manželka překladatele Jaroslava Piskáčka (1929–1991).

## Život
Hana Vrbová se narodila roku 1929 v Praze. Po ukončení studia češtiny a ruštiny na Filozofické fakultě Univerzity Karlovy se věnovala překladům převážně klasické a novodobé ruské a ukrajinské poezie. Dětskou literaturu překládala rovněž z němčiny, slovenštiny a angličtiny. Za jazykové spolupráce Marie Krčmové přebásnila ze staročeštiny Kroniku tak řečeného Dalimila (Svoboda, Praha 1977).
Co se týče autorčiny vlastní tvorby, Hana Vrbová psala původní poezii, prózu i divadelní a rozhlasové hry pro děti a mládež. (doprovodila například verši obrázky Ondřeje Sekory v leporelu Broučci na pouti) a spolupracovala na vytvoření jedné z nejzdařilejších variant školního slabikáře, který vydalo nakladatelství Fortuna roku 1993.
Hana Vrbová zemřela roku 1995 v Praze.

## Nejvýznamnější překlady

### Angličtina
- Walt Disney: 101 dalmatinů, Knižní klub, Praha 1995.

### Němčina
- Bratři Grimmové: Pohádky bratří Grimmů, Egmont ČR, Praha 1995, výbor pohádek,
- Tina Caspariová: Bibi a Bubi, Egmont ČR, Praha 1992–1994, osm dílů ze série

### Ruština
- Anna Andrejevna Achmatovová: Půlnoční zrcadla, Odeon, Praha 1976,
- Konstantin Dmitrijevič Balmont: Sonety slunce, medu a luny, Mladá fronta, Praha 1976,
- Alexandr Romanovič Běljajev: Hlava profesora Dowella, Svět sovětů, Praha 1967,
- Michail Alexandrovič Bulatov: Veselé pohádky a říkadla, Lidové nakladatelství, Praha 1983,
- Marina Ivanovna Cvetajevová: Začarovaný kruh, Odeon, Praha 1987, společně s Janou Štroblovou,
- Arkadij Petrovič Gajdar: Timur a jeho parta, Lidové nakladatelství, Praha 1987,
- Ivan Andrejevič Krylov: Člověk a stín, Svoboda, Praha 1976, výbor z díla (bajky, lyrika, dramata, parodie, satiry),
- Kolo inspirace, Svět sovětů, Praha 1967, společně s Václavem Daňkem, antologie poezie ruské básnické moderny.
- Michail Jurjevič Lermontov: Strážný zvon, Albatros, Praha 1979,
- Alexandr Sergejevič Puškin: Trýzeň milosti, Lidové nakladatelství, Praha 1978,
- Slovo o pluku Igorově, Albatros, Praha 1977,
- Alexandr Trifonovič Tvardovskij: Lyrika, Československý spisovatel, Praha 1961,

### Slovenština
- Stříbrné oříšky, Albatros, Praha 1988, slovenská říkadla, rozpočitadla, hry a pohádky,
- Zlatý klíč, Albatros, Praha 1988, slovenské pohádky.

### Ukrajinština
- Mladá sovětská poezie 1965. Ukrajinští básníci, Svět sovětů, Praha 1965, společně s Jaroslavem Kabíčkem.